# Cook Islands Round Cup 2018
Der Cook Islands Round Cup 2018 war die 48. Spielzeit des höchsten Fußballwettbewerbs der Cookinseln für Männer. Die Saison begann am 17. August 2018 und endete am 24. November 2018.
Titelverteidiger war der Tupapa FC, der auch in diesem Jahr den Titel gewinnen konnte.

## Modus
Am Cook Islands Round Cup nahmen in diesem Jahr sechs Mannschaften teil, da der langjährige Teilnehmer Takuvaine FC nicht an dieser Saison teilnahm. Deshalb spielte jede Mannschaft dreimal gegen jede andere Mannschaft. Insgesamt wurden somit 15 Spieltage ausgetragen.

## Tabelle
| Pl. | Verein          | Sp. | S  | U | N  | Tore    | Diff. | Punkte |
| --- | --------------- | --- | -- | - | -- | ------- | ----- | ------ |
| 1.  | Tupapa FC (M)   | 15  | 12 | 1 | 2  | 044:170 | +27   | 37     |
| 2.  | Sokattack Nikao | 15  | 11 | 1 | 3  | 048:190 | +29   | 34     |
| 3.  | Puaikura FC     | 15  | 7  | 1 | 7  | 030:230 | +7    | 22     |
| 4.  | Matavera FC     | 15  | 4  | 3 | 8  | 016:340 | −18   | 15     |
| 5.  | Avatiu FC       | 15  | 3  | 3 | 9  | 024:390 | −15   | 12     |
| 6.  | Titikaveka FC   | 15  | 2  | 3 | 10 | 017:470 | −30   | 09     |

| (M) | amtierender Meister der Saison 2017 |